# TRF Retail
TRF Retail est un éditeur de logiciel spécialisé dans la grande distribution.
Des clients prestigieux ont adopté la solution, parmi eux nous retrouvons Carrefour Brésil, Migros ou encore le Russe Victoria Group.
L'objectif de l'outil est d'assister la grande distribution dans la gestion de ses stocks et l’optimisation de ses assortiments.
Il s'agit d'une solution innovante pour mesurer la performance commerciale d'un produit ou d'une gamme, et ainsi, entrer dans la distribution de précision.
La solution TRF Retail se fonde sur un pilotage par les gains. Elle permet non seulement d’économiser de l’argent en transformant les stocks non productifs en stocks productifs, mais aussi d’en gagner en appliquant les recommandations conseillées en vue d’améliorer les gains.